# Le Faou
Le Faou (bret. Ar Faou) – miejscowość i gmina we Francji, w regionie Bretania, w departamencie Finistère.
Według danych na rok 1990 gminę zamieszkiwały 1522 osoby, a gęstość zaludnienia wynosiła 128 osób/km² (wśród 1269 gmin Bretanii Le Faou plasuje się na 410. miejscu pod względem liczby ludności, natomiast pod względem powierzchni na miejscu 770.).